# بابلو أجا
بابلو أجا (بالإسبانية: Pablo Aja)‏ هو لاعب كرة قدم مكسيكي، ولد في 28 يناير 1986 في مدينة بويبلا في المكسيك. لعب مع نادي بويبلا.

## وصلات خارجية
- بابلو أجا على موقع قاعدة بيانات كرة القدم.إي يو (الإنجليزية)